# Antoni Prats Servera
Antoni Prats Servera   (Capdepera, 9 de setembre de 1971) és un exfutbolista mallorquí. La seva posició era porter. Va confirmar la seva retirada el 7 de març de 2008 trobant-se a l'Hèrcules CF, després de disset temporades com a futbolista professional, a causa d'una lesió a l'esquena.

## Trajectòria
Va començar la seva carrera amateur a l'equip aleví de l'Escolar amb 11 anys. Llavors passà als infantils, temporada a la qual arribà a ser convocat per la Selecció Balear per un torneig en vistes de les olimpíades de Barcelona 92 anomenat Objectivo 92 fent campions d'Espanya d'aquesta categoria.
Posteriorment donà el bot a l'equip infantil del Cide de Palma, juntament amb Pedro Pascual fent campions de Balears. La temporada següent passà al Mallorca juvenil, on està dos anys per passar després al Reial Mallorca B, estant dues temporades més a l'equip filial.
Seguidament, i ja en l'àmbit professional, a la temporada 1991-92, i durant 4 temporades va jugar en el primer equip del Reial Mallorca, on va destacar com un dels millors porters de Primera Divisió. Serra Ferrer fou l'entrenador que el va pujar al primer equip. Va realitzar el seu debut en la màxima categoria espanyola amb el Reial Mallorca, el 3 de novembre de 1991, en un partit contra l'Athletic Club. Aquesta temporada el Mallorca, quedà coer de la categoria i baixà a Segona Divisió. A la temporada 1995/96 fitxa pel Real Club Celta de Vigo, on va disputar 41 partits en La Lliga (50 gols encaixats) i 2 de Copa del Rei (4 gols encaixats).
A la temporada 1996/97, i altra vegada de la mà de Serra Ferrer va fitxar pel Reial Betis, per un preu de 400 milions de pessetes, una de les quantitats més altes pagades per llavors per un porter. Des d'aquell precís moment es va convertir a titular indiscutible en el Reial Betis durant 7 temporades, fins que en la temporada 2002/03 va ser reemplaçat per Pedro Contreras. Durant aquelles set temporades va viure una internacionalitat, grans resultats amb el Reial Betis així com una lesió inoportuna el desembre de 2004 que va provocar la titularitat de Toni Doblas. Va ser el primer porter de la Primera Divisió espanyola que va aconseguir marcar un gol de tir lliure directe; en va marcar exactament dos, contra el Reial Madrid CF i Club Atlético de Madrid en la mateixa temporada.
La temporada 2004/05 es va passar l'any pràcticament en blanc, lesionat a un genoll per Zinédine Zidane en el partit Reial Betis-Reial Madrid CF. Tornà en el penúltim partit de Lliga, contra el Reial Saragossa, i va fer la seva última actuació amb el conjunt bètic davant el Reial Mallorca. El juliol de 2005 va tornar al club dels seus inicis, el Reial Mallorca.
El juliol de 2007 va fitxar per l'Hèrcules CF. Jugà els 7 primers partits de la temporada 2007/08 a Segona Divisió i no va tornar a jugar més. Se li van detectar uns problemes de patologia discal que no el van obligar a passar per la sala d'operacions, però que l'impossibiliten per entrenar i jugar; pel qual el febrer de 2008 va rescindir el seu contracte amb el club alacantí. El 7 de març de 2008 va anunciar públicament la seva retirada del futbol com a jugador professional.

## Clubs
- Reial Mallorca  - Temporades 91/92 a 94/95
- Celta de Vigo – Temporada 95/96
- Reial Betis – Temporades 96/97 a 04/05
- Reial Mallorca - Temporades 05/06 a 06/07
- Hèrcules CF - Temporada 07-08

## Selecció espanyola
Va ser una vegada internacional amb la selecció espanyola. Va ocórrer el 5 de setembre de 1998, quan va ser suplent de Santiago Cañizares en la derrota d'Espanya a Xipre que va suposar la destitució de Javier Clemente com a seleccionador.

## Palmarès
- 1 Copa del Rei. Temporada 2004-05 (amb el Betis)

## Altres premis i distincions
- El 2007 se li va concedir el premi Cap Vermell 2007, juntament amb l'Escolar, concedits per la revista gabellina Cap Vermell.[4]
- El setembre de 2007, la Federació Balear li feu entrega de la Bota d'Or.[5]